# Georges Cadoudal
Georges Cadoudal (1. ledna 1771 Brech u Auray – 25. června 1804 Paříž) byl bretonský generál, náčelník šuanů ve francouzské revoluční občanské válce.

## Život
Cadoudal byl synem mlynáře v bretaňském městečku Brechu. Studoval ve Vannes, ale roku 1793 se připojil k povstání royalistů ve Vendée a v Bretani. Velel oddílu Bretonců v Anjouské armádě de Bonchampse, po jehož smrti po 2. bitvě u Choletu byl podřízeným Stoffleta. Pod ním koncem roku [1793] absolvoval celý pochod královských a katolických armád Dolní Bretaní k přístavům [Avranches], [Granville] a zpět na dolní Loiru. V roce 1794 byl sice zajat, ale podařilo se mu uprchnout a se svými bratry i dalšími vedl drobnou partyzánskou válku. Po neúspěšném vylodění roajalistů na Quiberonu v létě [1795] se jako 24letý stal vůdcem povstalců v Dolní Bretani jako generál Královské a katolické armády v bretaňském kraji Morbihan. V roce 1796 sice musel po zajetí a popravách Stoffleta i Charetta a jeho bratrů složit zbraně, ale roku 1799 byl organizátorem a vůdcem nového povstání. Teprve po porážkách povstalců u Grandchamp a u Elven (leden 1800), když všichni významnější šuani se již podřídili republice, uzavřel i Cadoudal s generálem Brunem (9. února 1800) dohodu o ukončení povstání a opustil svou jednotku. První konzul Bonaparte mu nabídl hodnost generála republiky, on ale odmítl a odjel do Londýna, kde ho hrabě z Artois jmenoval generálporučíkem. Georges poté několikrát přistál ve Francii a agitoval silně pro roajalisty, organizoval nepokoje a připravoval povstání. Zda stál i za atentátem prostřednictvím „pekelného stroje“ roku 1800, není jasné, on toto obvinění odmítl. Připravoval však jistě další atentát na prvního konzula. Za tím účelem přistál 21. srpna 1803 s Charlesem Pichegru a dalšími spiklenci nedaleko Biville na pobřeží Normandie. V přestrojení se jim podařilo dosáhnout Paříže, kde vedl obnovenou ilegální síť roajalistů. Spiknutí však bylo prozrazeno a Pichegru 28. února 1804 zatčen. Intenzivní pátrání Réalovy politické policie ministerstva spravedlnosti po Cadoudalovi slavilo úspěch a i on byl po honičce s policií, kdy kladl odpor střelbou, zatčen 9. března 1804. V procesu byl shledán vinným z pokusu vraždy prvního konzula a se svými dvanácti spoluobviněnými 10. června 1804 odsouzen k trestu smrti. Následně byl 25. června 1804 gilotinou popraven a jeho poslední slova pod ní byla „Vive le roi“ (Ať žije král). Po restauraci byla rodina Cadoudalů povýšena do šlechtického stavu a Georges in memoriam jmenován maršálem Francie. V odboji tento veliký silný mlčenlivý muž, jehož poslouchali i šlechtici, vynikal silou, odvahou, rázností a lstivou vynalézavostí.